# Wyspy Scalloway

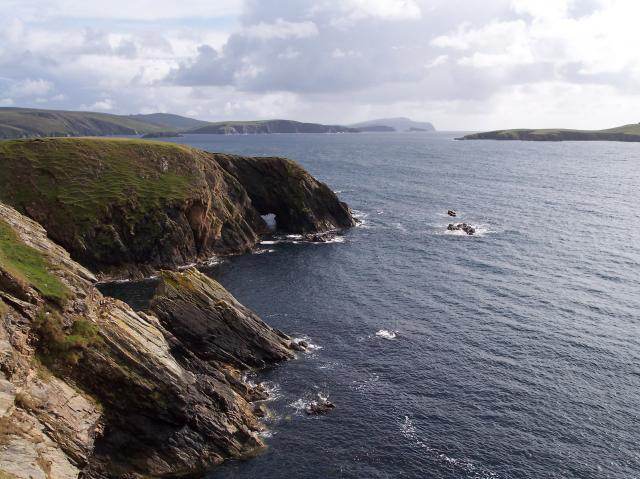
Południowy kraniec Wschodniej Burra

Wyspy Scalloway – grupa wysp w obrębie archipelagu Szetlandów położona naprzeciw Scalloway na południowy zachód od wyspy Mainland. Grupa wysp składa się z:
- Burra (dwie wyspy połączone mostem)
  - Zachodnia Burra
    - Kettla Ness, dawna wyspa połączona z zachodnią Burra poprzez tombolo

  - Wschodnia Burra
- Hildasay
- Linga (jedna z wielu wysp szetlandzkich o takiej nazwie)
- Oxna
- Papa (Szetlandy)
  - West Head of Papa (wyspa pływowa)
- Południowa Havra
- Trondra (połączona mostami z wyspami Mainland i Burra)